# Tramuntana (àlbum)
Tramuntana és el tercer disc de la Companyia Elèctrica Dharma, publicat el 1977 per la discogràfica Edigsa. Va vendre 30.000 còpies. Va ser interpretat per primer cop a la segona edició del Canet Rock, i se'n va voler fer una presentació especial al Parc Güell de Barcelona però l'esdeveniment va ser frustrat per la meteorologia. Posteriorment, va seguir una gira tant per Catalunya com per la resta de l'Estat espanyol, aconseguint la fita d'omplir el Pabellón de Deportes del Reial Madrid.
Segons els components del grup, va ser un disc irrepetible que situa el grup en un nivell tan alt que difícilment els seus components podrien aconseguir superar-lo. Ells mateixos són conscients que mai no han tingut les idees tan clares i la inspiració tan arrelada. Segons ells, Tramuntana només passa un cop a la vida. La revista Jaç va seleccionar l'àlbum com un dels 100 millors discos de jazz en català.
Al disc hi participa Lluís Fortuny, que tenia només 16 anys i entrava per primera vegada a uns estudis de gravació per tocar la trompeta en un parell de temes. Posteriorment passaria a formar part del grup.

## Portada
La foto de la portada es va fer a l'actual menjador de casa d'en Josep Fortuny, on hi tenia pintat des de feia temps un paisatge ben mediterrani: un taronger, uns xiprers, unes gavines, el mar, etc. Cadascun dels membres de la Companyia Elèctrica Dharma hi assumeix un personatge: en Jordi Soley, amb l'acordió i les ulleres fosques, ve a ser el cec d'Amarcord, una de les grans pel·lícules de Federico Fellini; en Josep, en qui alguns veuen el doble de Groucho Marx i d'altres el de Walter Benjamin, encarna el paper de mariner; en Joan Fortuny, el de transvestit de pubilla catalana; l'Esteve Fortuny, el de diable i en Carles Vidal, el de bruixa del Maresme, amb escombra, esclops i farigola inclosos.

## Músics
- Carles Vidal, baix elèctric, xilofó i veu
- Jordi Soley, piano elèctric, acústic i orgue
- Esteve Fortuny, guitarra elèctrica, acústica, saxo tenor, flauta i veu
- Joan Fortuny, saxo soprano, tenora i veu
- Josep Fortuny, bateria i joguina

Van col·laborar-hi igualment Lluís Fortuny, trompeta a Les bruixes del Maresme i Moixeranga del Diable i Rafael Moll, veu a La Mediterrània se'ns mor...

## Llista de cançons
1. Tiru-tiru-ritu[5][6]
2. Focs de Sant Joan
3. Moixeranga del Diable
4. La Mediterrània se'ns mor...
5. Tramuntana
6. Les bruixes del Maresme
7. Festejada (de timbals)